# Rekonstrukcja wewnętrzna
Rekonstrukcja wewnętrzna – metoda badawcza w językoznawstwie, odtwarzająca dawniejsze fazy historyczne języka na podstawie istniejącego materiału.
W przeciwieństwie do metody porównawczej, porównującej różne języki, metoda rekonstrukcji wewnętrznej porównuje ze sobą różne formy i warianty słów w obrębie tego samego języka. Próbuje tym samym zrekonstruować formę pierwotną, istniejącą w jego najwcześniejszej fazie.